# 高浜幹部交番

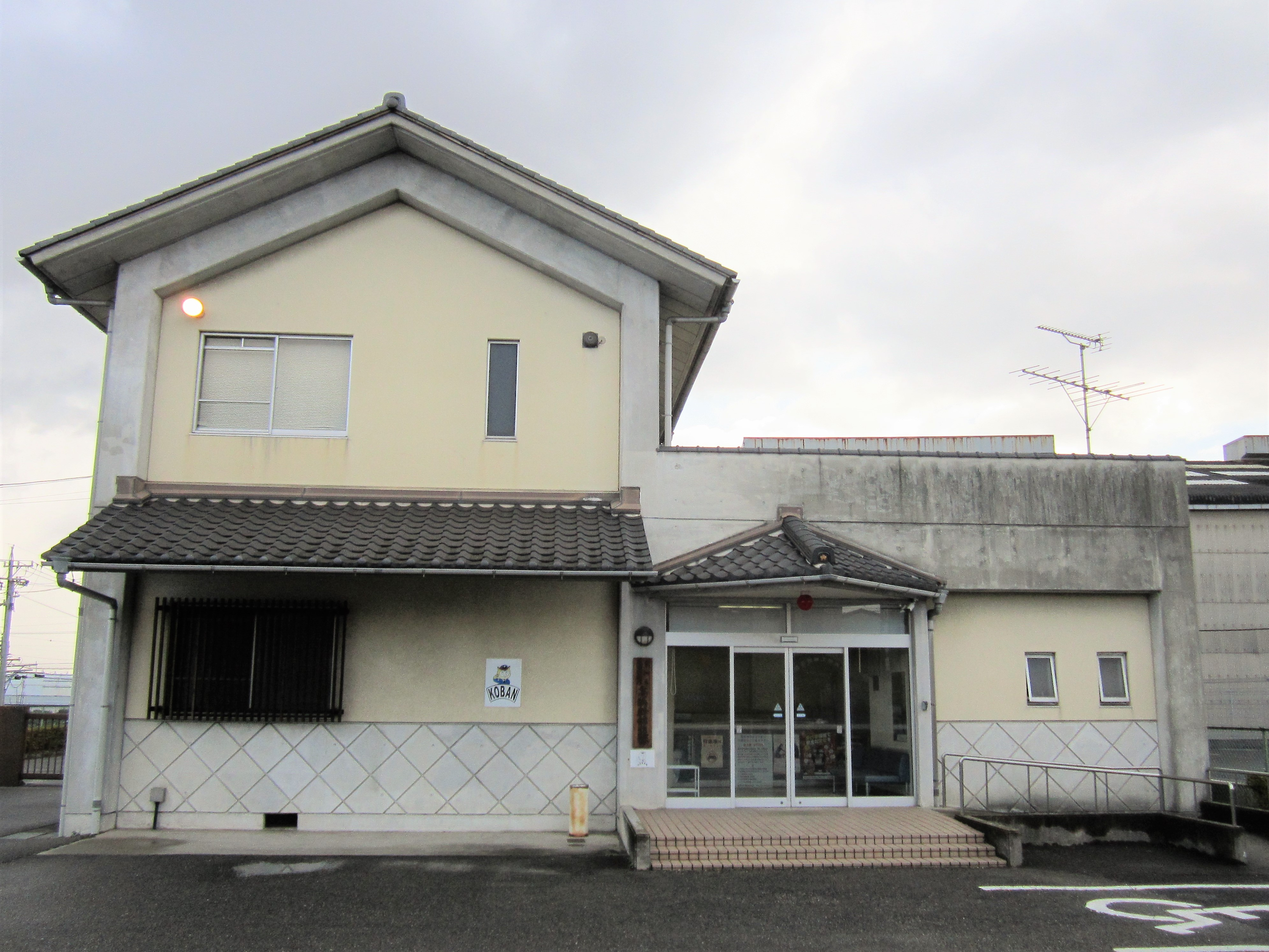
高浜幹部交番

高浜幹部交番（たかはまかんぶこうばん）は、愛知県高浜市稗田町にある碧南警察署管内の幹部交番である。

## 概要
愛知県で5か所ある運転免許関係（更新、記載事項変更）の事務を行なっている幹部交番の一つである。

### 所在地
- 愛知県高浜市稗田町四丁目1番地1

## 管轄区域
- 高浜市の一部

## 沿革
- 1948年（昭和23年）3月7日：従前の愛知県警察部と旧大浜警察署が解体。自治体警察として高浜町警察が発足。
- 1951年 高浜町警察を廃止。国家地方警察碧海地区警察署の部署として高浜警部派出所が発足。
- 1954年（昭和29年）：新警察法の公布で、新たに都道府県警察として愛知県警察が発足。碧南警察署高浜警部派出所となる。
- 時期不明 碧南警察署高浜警部派出所から現在名に改称。[要出典]

## 最寄駅
- 名鉄三河線三河高浜駅
- 名鉄三河線高浜港駅